# 內圖諾
內圖諾（義大利語：Nettuno），或譯聶圖諾 ，是意大利拉齐奥大区罗马首都广域市的一個市鎮，在義大利中部近海邊，首都羅馬市南邊60公里處，這城市是以羅馬神話的海神為榮譽命名；具有休息觀光機能與第勒尼安海的農產品中心，人口40,000人。
相對附近城市该市镇歷史並不悠久，是撒拉森人在九世紀開墾；在今天則是個遊人如織的觀光景點，舊城區佔市鎮內四分之一面積是中世紀古蹟，the Borgo有著千年的石頭馬路及小型廣場，還有座建立在1500年代古炮台。 

## 名人
- 義大利國家足球代表隊球將布鲁诺·孔蒂

## 友好城市
- 法國 邦多勒

## 外部聯結
- 官方网站 （意大利文）
- Riserva Naturale Villa Borghese, Nettuno （页面存档备份，存于）
- Airport Transfers from and to Rome （页面存档备份，存于）